# حبيل الزبيرة (المسيمير)

تعديل مصدري - تعديل

حبيل الزبيرة هي إحدى قرى عزلة المسيمير بمديرية المسيمير التابعة لمحافظة لحج، بلغ تعداد سكانها 29 نسمة حسب تعداد اليمن لعام 2004.